# Ulica Kazimierzowska w Siedlcach
Ulica Kazimierzowska – jedna z głównych ulic wylotowych w Siedlcach. Znajduje się między dzielnicami Stara Wieś i Nowe Siedlce, oddzielając je od siebie. Zaczyna się na skrzyżowaniu ul. Starowiejskiej z ul. prymasa Stefana Wyszyńskiego, a kończy na granicy miasta z Żaboklikami w kierunku Korczewa. Nazwa poświęcona jest królowi polskiemu Kazimierzowi III Wielkiemu.
Droga na odcinku 1135 metrów, od skrzyżowania ul. prymasa Stefana Wyszyńskiego z ul. Starowiejską do ul. Jana Pawła II, jest częścią drogi krajowej 63.

## Historia
Ulica powstała najprawdopodobniej na przełomie XIX i XX wieku, początkowo droga brukowa, nawierzchnię asfaltową uzyskała w latach 60. .
W 2006 r. została częściowo zmodernizowana. Na odcinku ul. Józefa Bema – granica miasta, wymieniono chodniki i zbudowano zatoki autobusowe.
Ulica doczekała się gruntownej modernizacji w 2007 r. na odcinku ul. Starowiejska/prymasa Stefana Wyszyńskiego – ul. Józefa Bema. Modernizacja obejmowała wymianę nawierzchni, chodników, oświetlenia, budowę zatok autobusowych oraz ronda im. Bohdana Arcta na skrzyżowaniu z ul. Bolesława Prusa.
W latach 2007–2009 wybudowano i otwarto ul. Północną będąca łącznikiem między ul. Kazimierzowską a ul. Sokołowską. Ulica jest częścią wewnętrznej obwodnicy miasta.
5 listopada 2016 r. na skrzyżowaniu ul. Kazimierzowskiej, ul. Józefa Bema i ul. Ogrodowej postawiono mini-rondo. Inwestycja kosztowała około 15 tyś. złotych.

## Obiekty
- Ośrodek jeździecki Uniwersytetu w Siedlcach, nr 3
- Skwer Leśników Polskich
- Supermarket Topaz, nr 7
- Okręgowa Spółdzielnia Mleczarska Siedlce, nr 7
- Nadleśnictwo Siedlce, nr 9
- Dom Uchodźca Fundacji Leny Grochowskiej (dawniej dom studenta nr 3 UPH, przemianowany po wybuchu wojny na Ukrainie w 2022 r.[4]), nr 13
- Sklep Żabka, nr 15
- Mazowiecki Ośrodek Doradztwa Rolniczego Oddział w Siedlcach, nr 21
- Specjalny Ośrodek Szkolno - Wychowawczy im. Marii Grzegorzewskiej, nr 23a
- Sąd rejonowy, nr 31a
- Kościół pw. św. Maksymiliana, nr 128

## Komunikacja
Ulicą Kazimierzowską kursują autobusy nr: 3, 4, 5, 9, 15, 25, 27.

## Galeria

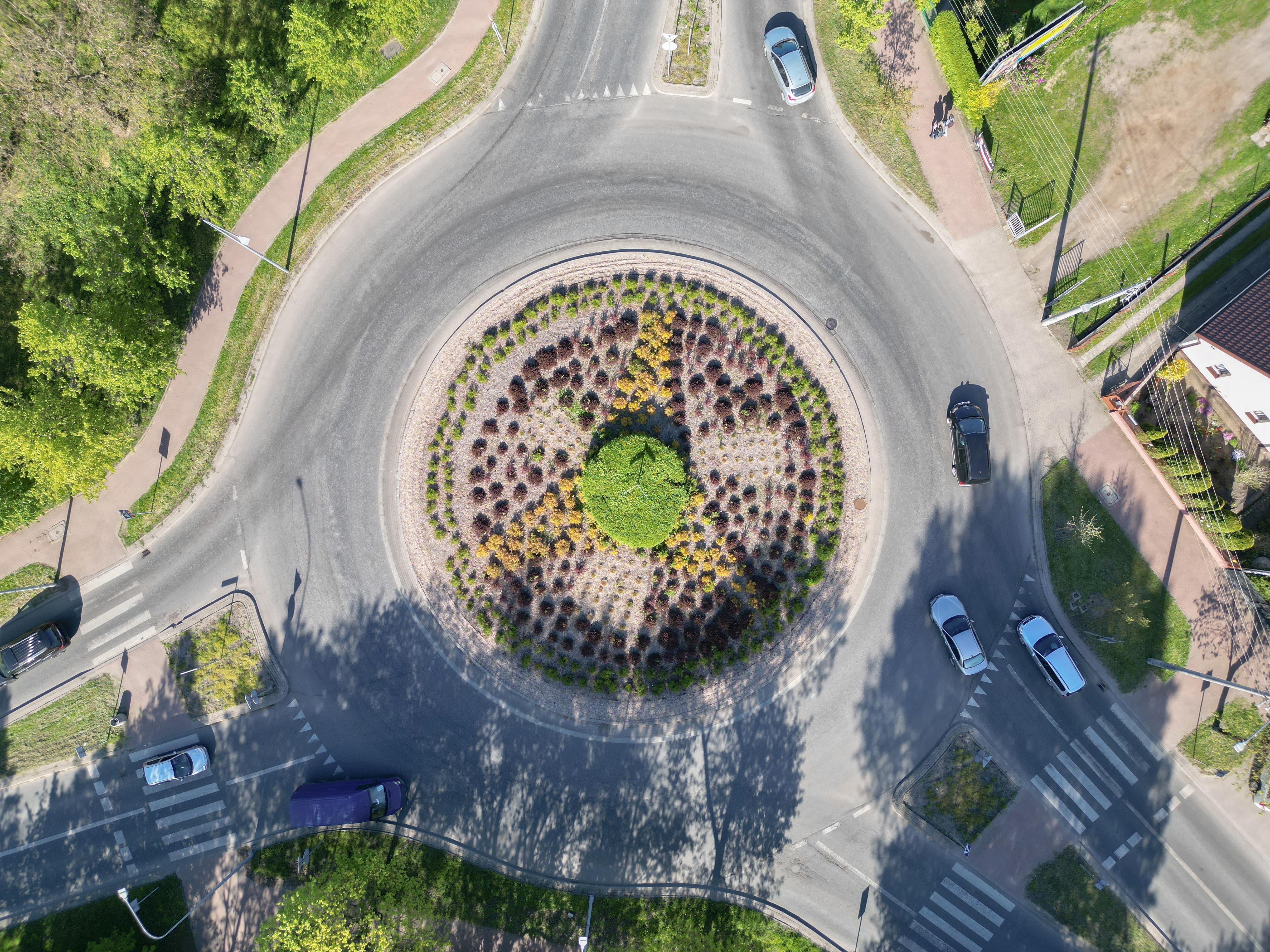
Rondo im. Bohdana Arcta
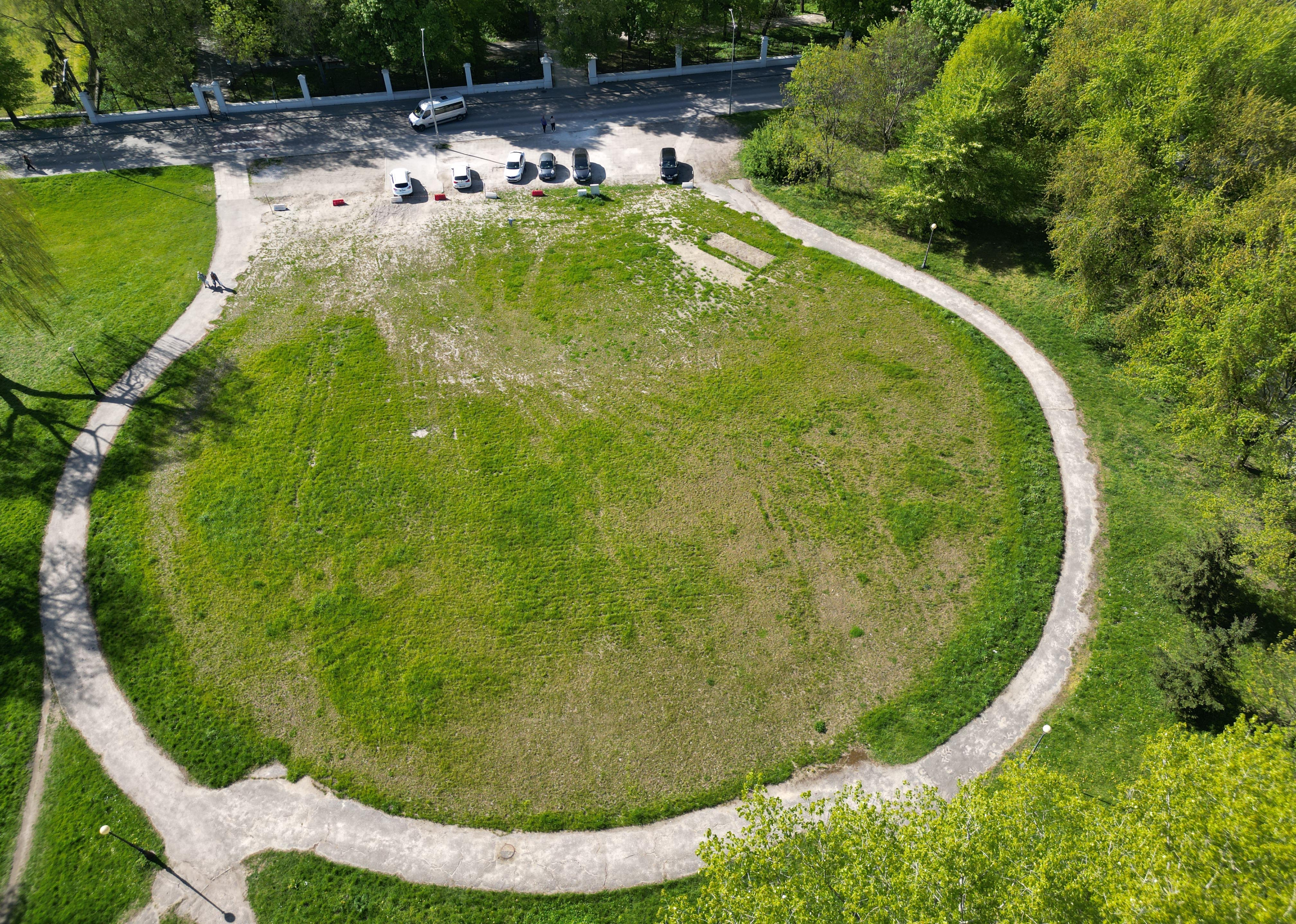
Skwer Leśników Polskich
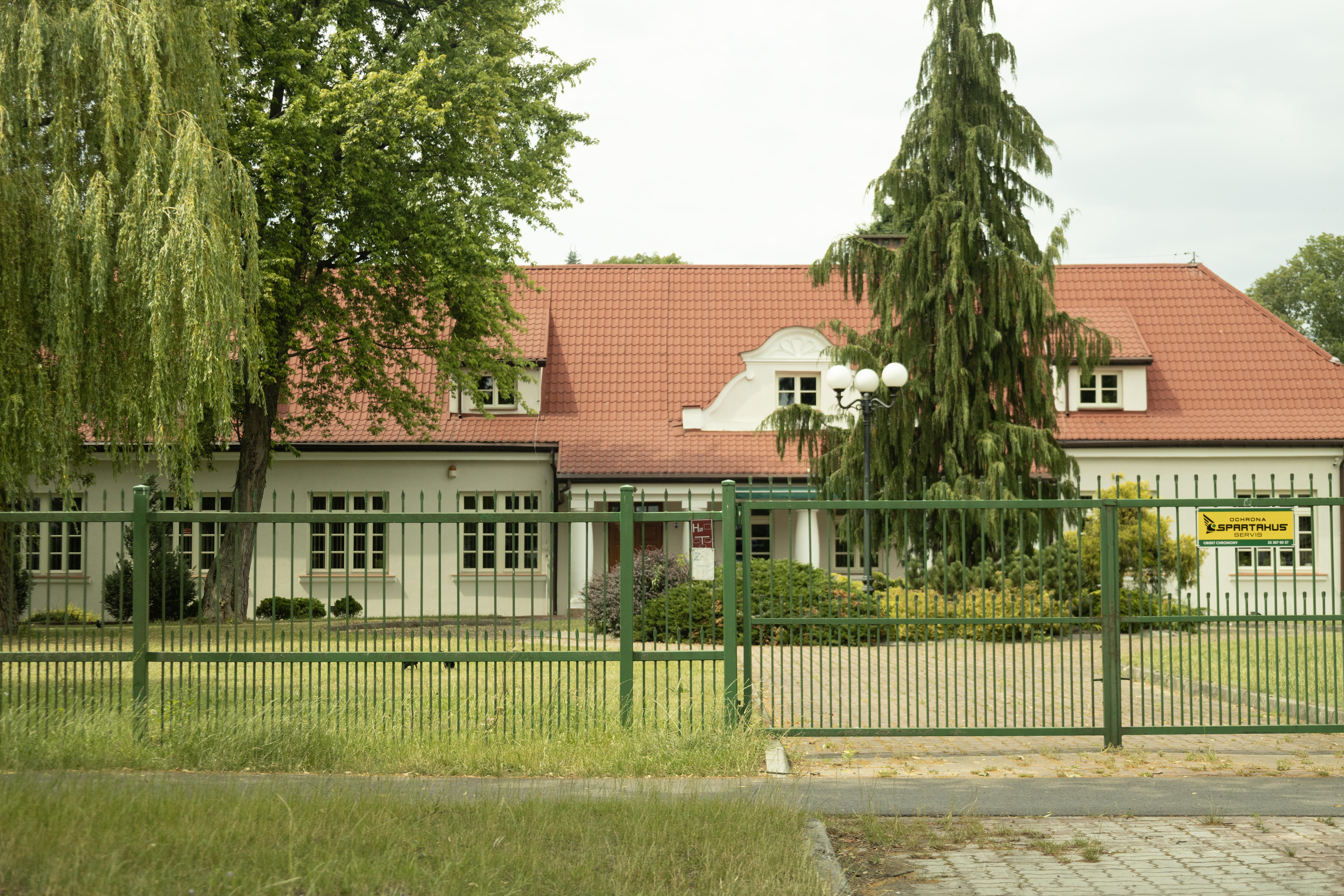
Mazowiecki Ośrodek Doradztwa Rolniczego